# Fundação pública
Uma fundação pública, denominada também fundação governamental e, fundação pública de direito privado, é um dos tipos de instituições governamentais dotadas de personalidade jurídica (direito privado) e autonomia administrativa, que compõem a administração indireta do Estado, tanto em Portugal como no Brasil e, desenvolvem atividades não privativas na área social.
Em Portugal as fundações públicas são instituições de direito público, mas no Brasil podem ser instituições de direito público ou de direito privado dependendo o que dispuser a lei administrativa.

## No Brasil
No Brasil, as fundações públicas são entidades sem fins lucrativos, constituídas para um fim específico de interesse público (educação, saúde, cultura e pesquisa, por exemplo). As fundações públicas podem assumir personalidade jurídica de direito público ou de direito privado. As fundações públicas de direito público são criadas por autorização legislativa e as fundações públicas de direito privado são constituídas mediante autorização legal, nos termos da legislação civil.
As fundações públicas possuem autonomia administrativa, patrimonial, financeira e orçamentária, contraindo direitos e obrigações em nome próprio.
Segundo o STF na ADI 191/RS: "A distinção entre fundações públicas e privadas decorre da forma como foram criadas, da opção legal pelo regime jurídico a que se submetem, da titularidade de poderes e também da natureza dos serviços por elas prestados.". E mesmo as fundações de direito privado seguem algumas regras de direito público, tais como prestação de contas ao Tribunal de Contas.
As fundações públicas compõem a administração indireta e se submetem as regras da administração pública pertinentes a sua personalidade (pública ou privada).

As fundações públicas são denominadas pela doutrina brasileira especializada como fundações governamentais. Segundo Calil Simão o termo "pública" indica o influxo de poder de império ou de autoridade perante os administrados, coisa que não acontece nas fundações instituídas pelo Poder Público com personalidade jurídica de direito privado, já que tais entidade apenas executam serviços governamentais:
A nomenclatura “fundação pública” não é a mais adequada, porque o termo “pública” pode induzir a ideia de que se trata de uma fundação de direito público, fato que nem sempre é verdade. Esse termo poderia ainda induzir a ideia de que a fundação de direito privado instituída pelo Poder Público é uma fundação pública, quando isso também não é verdade. O fato de o Poder Público instituí-la não modifica a personalidade jurídica da entidade, uma vez constituída segundo o direito privado (registro). Ela continuará sendo uma fundação de direito privado. O influxo de normas publicísticas imposto inclusive pela Constituição Federal também não modifica a personalidade jurídica dessa entidade.
Esta difere da fundação privada criada por particular, pois não é regida integralmente pelo Código Civil:
- força de trabalho provida por concurso público;
- segue as regras públicas de compras e contratos (Lei nº 8.666, de 1990);
- fiscalizada por controle interno do Poder Executivo e do controle externo.

## Em Portugal
Em Portugal, uma fundação pública é um fundo dotado de personalidade jurídica que integra a administração indireta do Estado ou das regiões autónomas.
As fundações públicas constituem institutos públicos, estando os seus príncípios e as normas porque se regem definidas pela Lei Quadro dos Institutos Públicos (Lei n.º 3/2004, de 15 de janeiro).

## Ligação externa
- Fundação pública: personalidade jurídica de  direito público ou privado?